# Kapiszcze
Kapiszcze – w religii Słowian sanktuarium z posągami bogów stojącymi pod otwartym niebem lub zadaszeniem; kapiszcze może także otaczać krąg słupów. Oprócz kapiszcza wyróżnia się również trzebiszcze, oznaczające miejsce składania ofiar. Nazwa kapiszcze etymologicznie wywodzi się od osadzającego się kopciu z dymu, zaś trzebiszcze od słowa trzeba (ofiara).